# Abd-al-Màlik ibn Muhàmmad al-Mansur
Abd al-Màlik ibn Muhàmmad ibn Jàhwar ibn Muhàmmad ibn Jàhwar al-Mansur (àrab: أبو الوليد محمد بن جهور الرشيد, Abu l-Walid Muhammad ibn Jahwar ar-Rāxid) (Còrdova, ca. 1035 - ?) fou el tercer i darrer governant de la república de Còrdova, des de 1064 fins a 1070.

## Biografia
Pertanyia a la important família dels Banu Jàhwar, que es va establir a Còrdova al servei dels omeies, i prevenients d'orient. Son pare, Abu-l-Walid Muhàmmad ibn Jàhwar ar-Raixid, segon membre de la dinastia governant a la república de Còrdova, el 1058 l'associa al govern, sense ser el fill primogènit, i el nomena el seu successor.
L'any 1064 Abu-l-Walid ar-Raixid cedeix el govern de forma conjunta a Abd-al-Màlik, qui dirigeix l'exèrcit, i al seu fill major, Abd-ar-Rahman, qui s'encarrega de la hisenda i l'administració. Promptament el menor acapara tot el poder, confinant el seu germà al seu domicili sota vigilància i aconseguint la condemna a mort del visir Ibn al-Raka.
Les seves actuacions suposen un canvi tant en política interior com exterior. A nivell interior comença per prendre títols reials, ordenant que el seu nom aparegui en les oracions a les mesquites de la ciutat, i s'envolta de funcionaris corruptes i ambiciosos que provoquen inseguretat i el descontentament popular. La tradicional política de neutralitat és substituïda per la intervenció en les taifes veïnes, actitud que acabarà produint l'atac de Yahya ibn Ismaïl al-Mamun, emir de Toledo, amb la intenció de conquerir Còrdova. Aquest atac sols es podrà frenar amb l'ajut d'al-Mútamid, emir de Sevilla, qui envia un fort exèrcit. Les tropes sevillanes, després d'alliberar la ciutat i veient la feblesa del governador, proclamen l'emir al-Mútamid sobirà de Còrdova el juny de 1070, acabant amb la república i amb la dinastia que la regia.
Al-Mútadid el desterra a Saltés juntament amb el seu pare i la resta de la família.